# 奶牛猫
奶牛猫就是平时所说的黑白花。因为看起来像奶牛而得名。
奶牛猫是普通的家猫，都是属于杂交血统。很多的品种的猫因毛色的原因，杂交后都有可能生出黑白花来，所以现在的很多的奶牛猫具有一些贵族血统。
因为是杂交血统，奶牛猫的身价一般不高，不过它仍然深受人们喜欢。

## 文艺作品中的奶牛猫
美国绘本作家苏西·贝克（Suzy Becker）的代表作《猫咪教我的那些事》，主角是作者家的奶牛猫，叫做宾基。
左刀刀的《功夫猫:酷咪奶牛的搞笑生活》，主角奶牛猫名字就叫杯場米場“奶牛”。